# Assassin's Creed Valhalla
Assassin's Creed Valhalla is een action-adventurespel ontwikkeld door Ubisoft Montreal. Het spel werd uitgegeven op 10 november 2020 door Ubisoft voor Microsoft Windows, PlayStation 4, Xbox One, Xbox Series X, en Stadia. Op 12 november 2020 werd het spel ook op PlayStation 5 speelbaar. Het spel speelt af in 873 na Christus en vertelt een fictief verhaal over de Viking-invasie in Groot-Brittannië. De speler bestuurt Eivor, een Viking-rover die verwikkeld raakt in het conflict tussen de ''Broederschap van Moordenaars'' en de Orde van de Tempeliers.

## Gameplay
Assassin's Creed Valhalla is een open-wereld action-adventurespel dat is opgebouwd rond verschillende hoofdverhaallijnen en optionele zijmissies, genaamd "World Events". De speler neemt de rol aan van Eivor Varinsdottir, een Viking, terwijl ze hun medeVikingen leiden tegen de Angelsaksische koninkrijken. De speler heeft de keuze om Eivor te spelen als mannelijk of vrouwelijk geslacht (ingesproken door respectievelijk Cecilie Stenspil en Magnus Bruun), of het spel te laten afwisselen tussen twee belangrijke momenten in het verhaal. De speler kan ook Eivor's haar, oorlogsverf, kleding, harnassen en tatoeages aanpassen. De verscheidenheid aan wapens die beschikbaar zijn voor de speler is uitgebreid met wapens zoals dorsvlegels en grootzwaarden. De gevechten zijn gewijzigd om bijna elk wapen te kunnen gebruiken met dual-wielding, inclusief schilden, en elk stuk uitrusting dat de speler verzamelt. De ''Eagle Vision mechanic'' van eerdere titels keert terug in de vorm van "Odin Sight". Het gezelschapsdier van de speler is een raaf genaamd Sýnin (Oudnoords voor "inzicht") die kan worden gebruikt om de nabijgelegen gebieden te verkennen, net zoals eerdere aviaire metgezellen hadden gedaan in Assassin's Creed Origins en Assassin's Creed Odyssey, en andere delen van de spelwereld van ver voordat Eivor in gevecht gaat. Er is meer aandacht voor de stealth-aspecten voor zowel het doorkruisen van de gamewereld als in de strijd. Het 'social stealth'-concept uit eerdere Assassin's Creed-games keert terug: Eivor kan zich niet alleen voor vijanden verbergen in stilstaande omgevingsobjecten, maar kan ook zijn kap naar beneden trekken en in bepaalde menigten glippen om ze als dekking te gebruiken. Eivor kan zijn raaf gebruiken om bewakers af te leiden en toegang te krijgen tot een verborgen mes voor bijna onmiddellijke moorden. De belangrijkste bazen van het spel kunnen allemaal, door specifieke combinaties van benaderingen, tactieken en wapenselectie, worden vermoord via een enkele aanval, maar kunnen nog steeds worden verslagen via tal van andere routes.
Valhalla heeft een bekende structuur van hoofdverhaalmissies en een aantal optionele zijmissies. Terwijl de hoofdverhaallijn in eerdere Assassin's Creed-games zich doorgaans lineair door de belangrijkste delen van de gamewereld bewoog, laat Valhalla de speler vaak terugkeren naar de hoofdnederzetting en terug naar eerder bezochte gebieden, omdat informatie over de nieuwe gebieden van Engeland wordt ontdekt door de Vikingen door verkenning of uit contacten. Niet alle missies vereisen gewelddadige doeleinden, en sommige kunnen met diplomatieke middelen worden opgelost. Spelerskeuzes via gespreks- of gameplay-opties hebben invloed op de personages en hun politieke allianties met andere niet-spelerpersonages. Het spel vertrouwt ook minder op een traditioneel levelsysteem en richt zich in plaats daarvan meer op de selectie van vaardigheden door middel van vaardighedenbomen die door de speler worden geselecteerd terwijl Eivor door het spel vordert. De moeilijkheidsgraad van vijanden wordt beoordeeld op basis van de verzameling vaardigheden van de speler.
Het ontwikkelingsteam wilde een breder scala aan vijandige archetypen in Valhalla introduceren dan in eerdere titels, omdat ze wilden dat de speler voortdurend verrast zou worden door het spel, zelfs na tientallen uren spelen. Narrative director Darby McDevitt zei dat het spel 25 unieke vijandelijke archetypen heeft, en elk heeft een unieke manier om de speler uit te dagen. Vijanden kunnen ook objecten in de omgeving in hun voordeel gebruiken. Sommige vijanden kunnen zich ook aanpassen aan de acties van de speler. Vijanden kunnen ook persoonlijkheid tonen tijdens gevechten. Terwijl sommigen misschien geïntimideerd zijn door Eivor en defensiever vechten, kunnen anderen agressiever zijn in hun aanpak.
Conquest Battles, een functie die werd geïntroduceerd in de serie in Odyssey, keert terug in de vorm van "Assaults", waarbij de speler legers leidt om forten aan te vallen. "Raids" zijn kleinere missies waarbij de speler een overvallende partij leidt om een doelwit aan te vallen en middelen voor hun nederzetting veilig te stellen. De speler kan een overvalgroep bouwen door niet-spelerpersonages te rekruteren om hierbij te helpen. De speler kan Viking-huurlingen, of Jomsvikingen, maken die door andere spelers kan worden gerekruteerd om als niet-speelbaar personage in die spellen te fungeren; de speler krijgt extra in-game beloningen voor succesvolle missies waaraan zijn Jomsviking deelneemt. Als onderdeel van het eerste seizoen met DLC-inhoud van de game, werd een uitgebreide "River Raids"-gamemodus geïntroduceerd die herspeelbare overvallocaties biedt in nieuwe regio's van Engeland die niet bereikbaar zijn op de hoofdkaart.
De game ziet ook de terugkeer van spelersnederzettingen, die sinds Assassin's Creed IV: Black Flag afwezig waren in de serie. Waar eerdere spelersnederzettingen passieve gameplay-bonussen boden, krijgt de nederzetting in Valhalla echter een hernieuwd belang. Gamedirecteur Ashraf Ismail beschreef dit als "veel van wat je in de gamewereld doet, gaat uiteindelijk de nederzetting voeden, zodat deze kan groeien." Quests beginnen en eindigen in de nederzetting en de speler kan de constructie van bepaalde soorten gebouwen sturen, wat op zijn beurt voordelen biedt voor het spel. Om deze structuren te bouwen, moet de speler de Vikingen leiden tijdens invallen om grondstoffen te verzamelen. Net als bij Odyssey kan de speler romantische opties voor Eivor verkennen, inclusief relaties van hetzelfde geslacht.
Hoewel het gebruik van zeetransport is teruggekeerd, zijn zeegevechten weggelaten. Eivor's Vikingschip functioneert meer als een middel om te reizen bij het uitvoeren van invallen en om te ontsnappen na een landgevecht, in plaats van te worden gebruikt in gevechten met andere marineschepen. Daarnaast kan de speler deelnemen aan een verscheidenheid aan activiteiten, zoals; jagen, vissen, vechtpartijen met andere Vikingen, drinkwedstrijden en "Flyt"-uitdagingen, die Ubisoft beschreef als "Viking rap battles",  naast een origineel dobbelspel genaamd "Orlog" en Cairn-constructies.

## Verhaal

### Opzet
In het jaar 873 zet Eivor Varinsdottir haar oudere adoptiebroer Sigurd Styrbjornsson ertoe aan om hun clan van Vikingen te leiden om nieuwe landen in Angelsaksisch Engeland te veroveren, als onderdeel van de Viking-expansie in heel Europa. De clan kwam de komende jaren in conflict met de koninkrijken Wessex, Northumbria, East Anglia en Mercia, net zoals met de strijdende zonen van de legendarische Viking-krijger Ragnar Lothbrok, die het ''Groot heidens leger'' vormden. Eivor's clan wordt geconfronteerd met troepen onder leiding van de leiders van deze koninkrijken, waaronder Alfred de Grote en de koning van Wessex. Het is gedurende deze tijd dat Eivor de ''Hidden Ones'' ontmoet en hen helpt in hun strijd tegen de ''Order of the Ancients.'' Verkenbare steden zijn onder meer Winchester, Londen en York. Delen van Noorwegen en Vinland is ook inbegrepen, terwijl de fictieve gebieden van Asgard en Jotunheim ook voorkomen.
Net als bij eerdere games in de serie, biedt Valhalla een verhaal dat zich afspeelt in de moderne tijd. Dit verhaal volgt Layla Hassan, de hedendaagse hoofdpersoon die eerder te zien was in Origins en Odyssey. Valhalla bevat ook verhaalelementen die verband houden met de Isu, die, als onderdeel van het verhaal van de Assassin's Creed-serie, een geavanceerde beschaving is die dateert van vóór de mensheid.

### Plot
Een jaar na de gebeurtenissen in Atlantis begint de onverklaarbare en voortdurende versterking van het Aardmagnetische veld, dat de wereldwijde satellietcommunicatie verstoort. Ook heeft dit een nadelige invloed op het milieu. De Assassins ontvangen een mysterieus signaal dat hen naar coördinaten in New England leidt, waar Layla Hassan, Shaun Hastings en Rebecca Crane de overblijfselen van een Noorse Viking-rover opgraven uit de 9de eeuw. Layla, worstelend onder de invloed van de Staf van Hermes en haar schuldgevoel over haar betrokkenheid bij de dood van Victoria Bibeau, gaat de Animus binnen om de herinneringen van de overvaller te bekijken.
In de 9de eeuw in Noorwegen, tijdens een feest ter ere van koning Styrbjorn van de Raven-clan, is een jonge Eivor Varinsdottir getuige van de plundering van haar geboortestad door de losgeslagen krijgsheer Kjotve the Cruel. Eivors vader, Varin, geeft zich over in ruil voor de veiligheid van zijn volk en tart de vikingtraditie om eervol te sterven in de strijd. Kjotve doodt Varin voordat hij de stad afslacht. Eivor wordt gered door Sigurd, de zoon van Styrbjorn, maar tijdens hun ontsnapping wordt ze van haar paard gegooid en verscheurd door een wolf, wat haar de bijnaam "Wolf-Kissed" opleverde.  Zeventien jaar later wordt Eivor geadopteerd door Styrbjorn en zijn clan en streeft hij meedogenloos naar wraak op Kjotve. Haar poging mislukt, maar ze slaagt erin om de bijl van haar vader terug te vinden. Bij het aanraken van de bijl krijgt Eivor een visioen van Odin, wat haar ertoe brengt de lokale ziener Valka te raadplegen. Valka wekt een ander visioen op, dit keer van Sigurd die een arm verliest voordat hij wordt verteerd door een gigantische wolf. Valka interpreteert het visioen als een profetie dat Eivor Sigurd zal verraden, wat ze weigert te geloven.
Terwijl Styrbjorn Eivor berispt voor het achtervolgen van Kjotve, wat een open oorlog riskeert die de clan niet kan winnen, keert Sigurd terug van een tweejarige expeditie, vergezeld door een paar mysterieuze buitenlanders, Basim en Hytham, die lid zijn van "The Hidden Ones." Sigurd geeft Eivor een verborgen mes, een geschenk van Basim. De broer en zus trotseren de bevelen van Styrbjorn en vallen Kjotve aan, heroveren een dorp met zijn troepen voordat ze worden opgewacht door King Harald, die steun biedt bij het elimineren van Kjotve. Basim en Hytham leggen Eivor uit dat ze Sigurd naar Noorwegen zijn gevolgd om Kjotve te vermoorden, maar komen overeen om Eivor de daad te laten doen.  Met de versterkingen van Harald leidt Sigurd een aanval op Kjotve's bolwerk en Eivor doodt Kjotve in een gevecht.
Na hun overwinning kondigt Harald zijn voornemen aan om heel Noorwegen te verenigen in één koninkrijk onder zijn heerschappij. Styrbjorn belooft trouw aan Harald en maakt Sigurd boos, die had verwacht de kroon van zijn vader te erven. Hij en Eivor nemen hun loyalisten in de Raven Clan mee op een uittocht naar Engeland om hun eigen koninkrijk op te bouwen, vrij van Haralds heerschappij. De Raven Clan vestigt zich in een verlaten Vikingkamp in Mercia en noemt het Ravensthorpe. Om hun positie veilig te stellen, sluiten ze allianties met lokale Viking-clans en Saksische koninkrijken, waardoor Eivor in contact komt met opmerkelijke bondgenoten zoals Ivar, Halfdan, Ubba Ragnarsson, Guthrum Jarl en Ceolwulf of Mercia. Ondertussen onthult Hytham dat de Order of the Ancients (oude vijanden van de Hidden Ones) aanwezig zijn in Engeland en roepen ze om Eivor's hulp bij het elimineren van hun leden in de steden Lunden, Jorvik en Winchester. Bij deze missie wordt Eivor geholpen door anonieme tips van iemand die werkt onder het pseudoniem "Poor Fellow-Soldier of Christ".
Terwijl Eivor's visioenen doorgaan, geeft Valka haar een elixer dat haar geest opent voor dromen van Asgard en haar plaatst in het lichaam van Odin, die probeert zijn eigen noodlottige dood door Ragnarök af te wenden. Nadat Loki de wetten van Odin tegen wolven tart en een zoon verwekt, Fenrir, reist Odin naar Jötunheimr om een magische mede op te halen die ervoor zorgt dat hun zielen zullen voortleven en zullen reïncarneren na Ragnarök. Nadat ze zijn teruggekeerd naar Asgard en Fenrir hebben gebonden, drinken Odin en de andere Asen- waaronder Thor, Tyr en Freyja - de mede en geven ze hun ziel door aan Yggdrasil, maar verbieden Loki om deel te nemen aan het ritueel.  Layla realiseert zich dat deze visioenen eigenlijk van de Isu zijn tijdens de "Great Catastrophe", en dat Loki, onbekend voor de andere Asen, Odin trotseerde en zijn overleving ook verzekerde.
Sigurd en Basim ontdekken een Isu-relikwie genaamd de "Saga Stone" en Sigurd, met aanmoediging van Basim, gaat geloven dat hij een god is. Sigurd wordt echter gevangengenomen door Fulke - een fanatieke ordeagent en dienaar van koning Aelfred van Wessex - die gelooft dat hij een Isu is of een afstammeling daarvan. Eivor en Basim volgen Fulke naar haar bolwerk en doden haar, maar niet voordat ze Sigurd had gemarteld en zijn rechterarm had verwijderd.  Sigurd wordt steeds meer teruggetrokken en gedesillusioneerd met Ravensthorpe.  Overtuigd van zijn goddelijkheid keert Sigurd terug naar Noorwegen met Eivor, en samen ontdekken ze een verborgen Isu-tempel met een geavanceerd computersysteem in de vorm van een grote boom. Zowel Eivor als Sigurd verbinden zichzelf met de computer en worden schijnbaar vervoerd naar Valhalla, waar ze kunnen genieten van eindeloze gevechten in het paradijs.  Echter, na het zien van haar vader onder de krijgers, wiens manier van dood zijn aanwezigheid in het hiernamaals zou uitsluiten, realiseert Eivor zich dat Valhalla slechts een droomwereld is en probeert ze zich los te maken. Eivor's visioenen van Odin weigeren haar te laten vertrekken, maar ze kan hem verslaan en ontsnappen met Sigurd. Buiten de computer worden ze geconfronteerd met Basim, die onthult dat Eivor, Sigurd en hijzelf reïncarnaties zijn van respectievelijk Odin, Tyr en Loki. Een woedende Basim valt Eivor aan, op zoek naar wraak voor Odin's behandeling van Fenrir, maar Eivor slaagt erin Basim in de computer te vangen met de hulp van Sigurd.
Sigurd realiseert zich de dwaasheid van zijn acties en doet afstand van het leiderschap van de Raven Clan naar Eivor, waarbij hij ervoor kiest om achter te blijven in Noorwegen of Eivor terug te volgen naar Engeland. In Engeland sluiten Eivor en haar bondgenoten zich aan bij Guthrums aanval op Wessex. Ondanks zware verliezen verslaat de gecombineerde Deens-Saksische strijdmacht Aelfred in de Slag bij Chippenham, waardoor hij gedwongen wordt te vluchten. Eivor spoort later Aelfred op, die nu in ballingschap leeft als een gewone burger in het dorp Athelney, en leert dat hij niet alleen de Grootmeester van de Order of the Ancients is, maar ook de "Poor Fellow-Soldier of Christ". Nadat hij het leiderschap had geërfd van zijn broer en vader voor hem, walgde hij wel van de klaarblijkelijke ketterij van de Orde tegen het christendom, en Aelfred had eraan gewerkt om het van binnenuit te vernietigen; nu de Orde van de Ouden eindelijk is vernietigd, is hij van plan een nieuwe godvrezende orde op te richten om die plaats in te nemen. Eivor keert terug naar Ravensthorpe als een held.
In het heden leiden de Assassin's uit Eivor's herinneringen af dat het versterkende magnetische veld het resultaat is van Desmond Miles' activering van de Isu-torens om de aarde te beschermen tegen een coronale massa-ejectie in 2012, waarbij het veld sindsdien geleidelijk maar aanhoudend groeit. Om het veld weer op sterkte te brengen, reist Layla naar de Noorse tempel, waar ze de staf van Hermes meeneemt om zichzelf te beschermen tegen de dodelijke straling die nu binnen is. Layla gaat de simulatiecomputer van de tempel binnen en ontmoet Basim, die al meer dan duizend jaar gevangen zit. Basim onthult dat hij degene was die het bericht stuurde dat de Assassin's naar Eivor leidde, en instrueert Layla hoe het magnetische veld te stabiliseren. Hierdoor komt Basim vrij. Layla zit nu gevangen in de simulatie en ontmoet een wezen dat de Reader wordt genoemd (waarschijnlijk Desmond Miles), en samen werken ze om een nieuwe onvermijdelijke uitstervingsgebeurtenis te voorkomen. Ondertussen steelt Basim de staf van Hermes (die het bewustzijn van zijn geliefde Aletheia bevat) en verjongt hij zijn lichaam voordat hij de tempel verlaat. Hij ontmoet later Shaun en Rebecca en vraagt om William Miles te ontmoeten. Nadat ze zijn vertrokken, gaat Basim opnieuw de Animus in om zijn vermiste kinderen op te sporen.

## Ontwikkeling
Assassin's Creed Valhalla was al meer dan twee en een half jaar in ontwikkeling toen het spel werd aangekondigd in april 2020. De belangrijkste ontwikkeling werd geleid door het Assassin's Creed Origins-team van Ubisoft Montreal en ondersteund door veertien andere Ubisoft-studio's wereldwijd. Terwijl het einde van de ontwikkeling van de game tijdens de COVID-19-pandemie viel, kon het grootste deel van het Ubisoft-personeel dat aan de game was toegewezen vanuit huis werken met de steun van de informatietechnologie-afdelingen van Ubisoft, zodat de game klaar was voor een release in 2020.
Ashraf Ismail was de creative director en leidde eerder het werk aan Assassin's Creed Origins en Assassin's Creed IV: Black Flag. De narrative director van de game was Darby McDevitt, de hoofdschrijver van Assassin's Creed: Revelations en Black Flag, en co-schrijver van Assassin's Creed Unity. Mike Williams van USGamer beschreef de grote reikwijdte en inspanning achter Assassin's Creed Valhalla als het equivalent van de grootse verenigende theorie van de serie om al het eerdere ontwerp- en ontwikkelingswerk in één visie te combineren zonder noodzakelijkerwijs een van de eerder ontwikkelde concepten opnieuw te ontwikkelen. McDevitt legde uit dat het verhaal van Valhalla is geschreven als een samenvatting van alle eerdere Assassin's Creed-games, die ze op niet-triviale manieren met elkaar verbindt, maar niet bedoeld was als de laatste game in de serie. Hij verklaarde ook dat zijn experimentele structuur voor het verhaal "vrij uniek was voor elke game" die hij had gezien, evenals voor de Assassin's Creed-serie zelf.
Ismail citeerde Michael Crichtons roman Eaters of the Dead uit 1976 (zelf een hervertelling van het epische gedicht Beowulf) als een belangrijke rol bij het beïnvloeden van de setting en sfeer van Valhalla. McDevitt zei dat het ontwikkelingsteam erkende dat er overeenkomsten zouden zijn met de God of War-games, maar vond dat die games "erg sterk afweken van de mythologie", terwijl Ubisoft wilde dat Valhalla een meer "historisch gefundeerde" ervaring zou zijn. Elementen van de Noorse mythologie komen veel in het verhaal voor. Volgens Ismail was dit gebaseerd op hoe Eivor en de Vikingen ongebruikelijke gebeurtenissen als tekenen van de betrokkenheid van hun goden beschouwen, in plaats van de meer openlijke rol die mythologie speelde in Origins en Odyssey. Dit was met name in het licht dat een groot deel van de game zich afspeelt in Engeland, waar het christendom domineerde, zodat het verhaal en de gameplay laten zien hoe Eivor dergelijke vreemde elementen in hun geloofssysteem zou opnemen. Over de mogelijkheid om Eivor's geslacht te selecteren, verklaarde Thierry Noël, een adviseur van het spel, dat hoewel er nog steeds historisch debat was over de mate waarin vrouwen deelnamen als krijgers binnen de Vikingen, Ubisoft geloofde dat vrouwen een prominente rol speelden in zowel de Noorse mythologie als de samenleving,  en probeerde zo het Viking-idee weer te geven dat "vrouwen en mannen even formidabel zijn in de strijd".
Bij het onderzoeken van de tijdsperiode zeiden Ismail en McDevitt dat het ontwikkelingsteam ontdekte dat de meeste historische verslagen van de Viking-uitbreiding naar Groot-Brittannië decennia, zo niet eeuwen, na de gebeurtenis werden geschreven. Ze werden vaak geschreven vanuit het perspectief van de Angelsaksen en schilderden Vikingen dus af als bloeddorstige indringers. Het ontwikkelingsteam was echter van mening dat dit voorbijging aan het succes van de Vikingen om zich in Engeland te vestigen en de bijdragen die ze leverden aan landbouwpraktijken en hun invloed op de Engelse taal. Het ontwikkelingsteam probeerde dus de Vikingtijd nauwkeuriger weer te geven, met de nadruk op elementen zoals de nederzetting. Dit werd weergegeven in de trailer en in het promotiemateriaal door de verhalende waarschuwing van Alfred de Grote voor de dreiging van de Vikingen naast scènes te plaatsen die de Vikinggemeenschap tonen. Dit onderzoek leidde er op zijn beurt toe dat het team de nederzetting tot een centraal punt van het spel maakte, wat Valhalla meer een role-playing-smaak gaf, volgens hoofdproducent Julien Laferrière. Hij vergeleek de relevantie van de nederzetting met het belang van Skyhold in Dragon Age: Inquisition of de SSV Normandy in Mass Effect. Laferrière voegde eraan toe dat het team de nederzetting kwam gebruiken, niet alleen om de meer beschaafde kant van de Vikingen te laten zien, maar als een middel om de speler de resultaten te laten zien van keuzes die ze in het spel maakten, inclusief de "harsh choices" van missies.
In een Tweet die later werd verwijderd, besprak Malek Teffaha, hoofd communicatie voor het Midden-Oosten van Ubisoft, het onderwerp van de gamewereld, waar hij verklaarde dat Valhalla niet de grootste of grootste game in de serie zal zijn. Teffaha verklaarde ook dat Valhalla een van de belangrijkste punten van kritiek van Odyssey zou aanpakken, namelijk dat het spel leed onder een opgeblazen wereld bevolkt door repetitieve locaties;  in hun recensie van Odyssey merkte IGN op dat de campagne met het hoofdverhaal (exclusief downloadbare inhoud) ongeveer veertig uur duurde, maar dat het voltooien van elke nevenmissie en locatie dat zou kunnen verlengen tot meer dan honderd uur. In een later interview met Kotaku beschreef Ismail dat een groot deel van de wereld van het spel "handgemaakt" was en dat ze moeite hadden gedaan om inhoud te ontwikkelen die de moeite waard was voor de speler om die inhoud te verkennen en te vinden.
In juni 2020 meldde Polygon, naast andere kwesties met betrekking tot seksueel wangedrag binnen Ubisoft, dat Ismail zei dat hij zou terugtreden uit het project na beschuldigingen van meerdere buitenechtelijke affaires met jongere fans. Ubisoft bevestigde later zijn vertrek naar Polygon. In de maand die volgde, werden ook verschillende andere topmanagers van Ubisoft gedwongen het bedrijf te verlaten, waaronder Chief Creative Officer Serge Hascoët. Berichten van de Franse krant Libération en het Amerikaanse persbureau Bloomberg News stelden dat Hascoët en andere leden van de redactie, naast zorgen over professioneel wangedrag binnen het bedrijf, ook het gebruik van vrouwelijke personages in verschillende Assassin's Creed-games hadden onderdrukt. Sommige leden van het Valhalla-ontwikkelingsteam verklaarden later dat ze wilden dat de hoofdpersoon uitsluitend vrouwelijk was en dat ze de naam "Eivor" hadden gekozen als een uitsluitend vrouwelijke naam in Scandinavische databases, maar dat ze waren afgewezen door leidinggevenden die geloofden dat een uitsluitend voor vrouwen bestemde  protagonist zou nadelig zijn voor de totale game-verkoop. McDevitt zei dat Ubisoft bij het schrijven van het verhaal spelers de mogelijkheid wilde geven om het geslacht van het speler-personage van het spel te selecteren, en dus dit aspect had ingebouwd sinds het begin van de verhaalontwikkeling.
Assassin's Creed: Valhalla introduceert een aantal functies in de serie die zijn ontworpen om het spel toegankelijker te maken voor gamers met een lichamelijke beperking. Deze omvatten onder andere audio-menuvertelling en audio-aanwijzingen voor interactieve objecten en gedeeltelijke/volledige voltooiing van een zoektocht, aanpassingen voor quick-time events (QTE's) en de toevoeging van "Guaranteed Assassinate", een functie waarmee spelers het timingvenster in de game kunnen overslaan, om zonder zorgen een doelwit met succes te verslaan.

## Muziek
Muziek voor de game is gecomponeerd door Jesper Kyd en Sarah Schachner, die beiden aan eerdere Assassin's Creed-games hebben gewerkt. Einar Selvik, die de muziek had geschreven voor de History Channel-show Vikings, zal samenwerken met Kyd en Schachner voor de muziek van Valhalla.

## Release
Valhalla werd oorspronkelijk aangekondigd voor release op 17 november 2020, maar later werd bevestigd dat de releasedatum was vervroegd naar 10 november 2020, zodat de game kon worden uitgebracht bij de lancering van de Xbox Series X/S. Het spel werd uitgebracht voor de Xbox Series X/S, Microsoft Windows, Xbox One, Stadia, PlayStation 4 en PlayStation 5. Het is ook de eerste Assassin's Creed-titel voor de nieuwe generatie consoles, de Xbox Series X/S en PlayStation 5. Ismail zei dat Valhalla het 'flagship'-spel van Ubisoft vertegenwoordigt voor deze systemen van de volgende generatie, en is ontwikkeld om te profiteren van beide nieuwe consoles, die snellere laadtijden bieden. Er zijn vier edities van het spel uitgebracht: een standaardeditie, een "gold" editie met een gebundelde season pass, een "Valhalla" editie met de season pass plus verschillende in-game aanpassingen, en een "Ragnarok" editie met de season pass, verschillende in-game aanpassingen, een steelbook en een persoonlijk standbeeld. Spelers op de Xbox One of PlayStation 4 kunnen hun game zonder extra kosten upgraden naar de next-gen-versie op hun respectievelijke platform.
Ubisoft's Tom Clancy's The Division 2 uit 2019 bevatte een easter egg in de vorm van een poster die de volgende Assassin's Creed-game met de naam Valhalla leek te laten zien. De poster bevatte een afbeelding van een Viking, gekleed op een vergelijkbare manier als een Assassin uit de vorige titels van de serie, en bevatte wat leek op een Apple of Eden, een van de Isu-artefacten die in de serie voorkomen. De easter egg bracht Jason Schreier van Kotaku ertoe om te melden dat er een nieuwe Assassin's Creed-titel in ontwikkeling was, gepland voor release in 2020. Bij de officiële aankondiging van de game in april 2020 zei McDevitt echter dat de easter egg in The Division 2 toeval was, aangezien de Zweedse studio achter de game, Massive Entertainment, wat Zweedse iconografie in The Division 2 wilde opnemen en niet van plan was te verwijzen naar Valhalla.
Ubisoft heeft aangekondigd dat ze een exclusieve missie met de titel The Legend of Beowulf zouden uitbrengen voor spelers die de game vooraf hebben besteld. (Pre-order) Extra content na de release zal beschikbaar zijn via een season pass. Dit omvat verhaalinhoud; de eerste is getiteld Wrath of the Druids, die de speler meeneemt naar Ierland om een cultus van druïden genaamd the Children of Danu te doden. De tweede, getiteld The Siege of Paris, omvat reizen naar Francia voor het beleg van Parijs. Bovendien zal Ubisoft na de release een "Discovery Tour"-versie van de game uitbrengen, vergelijkbaar met Origins en Odyssey. Deze versie verwijdert gevechten en andere ontmoetingen, maar stelt spelers in staat om de wereld van het spel in hun eigen tempo te verkennen.

## Ontvangst

### Reviews
| Recensiescore       | Recensiescore                                               |
| Recensieverzamelaar | Score                                                       |
| ------------------- | ----------------------------------------------------------- |
| Metacritic          | PC: 82/100 PS4: 80/100 PS5: 84/100 XONE: 82/100 XSX: 84/100 |
| Publicist           | Score                                                       |
| Eurogamer           | 4/5                                                         |
| Gamer.nl            | 8/10                                                        |
| GameSpot            | 8/10                                                        |
| GamesRadar+         | 4,5/5                                                       |
| GameRevolution      | 7/10                                                        |
| IGN                 | 8/10                                                        |
| PC Gamer (VS)       | 92/100                                                      |
| Tweakers            | 9/10                                                        |
| XGN                 | 8,6/10                                                      |

Assassin's Creed Valhalla ontving "over het algemeen gunstige recensies" van critici, volgens recensie-aggregator Metacritic.
GamesRadar+ prees de game vanwege de variatie in gameplay, het verhaal en het stimuleren van spelers om hun eigen beslissingen te nemen. De recensent vatte de 4,5/5-sterrenrecensie samen door te schrijven: "Met een uitgestrekte wereld om te veroveren en bloederige gevechten, maar ook de kans om dat iconische verborgen mes te gebruiken, brengt Assassin's Creed Valhalla een triomfantelijke balans in de serie."
GameSpot gaf de game 8/10, prees het verhaal en de conclusie van verschillende verhaallijnen uit de franchise, maar merkte het gebrek aan karakterontwikkeling op en zei uiteindelijk: "Valhalla is een zelfverzekerde Assassin's Creed-titel die een paar verhaalrisico's met zich meebrengt die, als geheel, afbetalen."
IGN gaf Valhalla ook 8/10 en schreef: "Assassin's Creed Valhalla is een enorme, prachtige open wereld die wordt gevoed door bruut leven en het vuile werk van veroveraars. Het is een stuk ''buggier'' dan het zou moeten zijn, maar ook indrukwekkend op meerdere niveaus."
GameRevolution gaf de game 7/10 sterren en schreef: "Assassin's Creed Valhalla zou moeten dienen als een leerervaring zoals Assassin's Creed Unity, het laatste deel die Ubisoft dwong om zijn aanpak te heroverwegen. Valhalla's onnodig opgeblazen aantal uren, beperkte stealth-mechanica, onsamenhangend verhaal, en een overweldigend gevoel van vertrouwdheid wijzen allemaal op een serie die opnieuw in verval raakt vanwege het onvermogen om zich op zijn sterke punten te concentreren."
Gamer.nl gaf de game 8/10 sterren en schreef: ''Vond je Origins en Odyssey tof, dan zit je met Assassin’s Creed Valhalla geramd. Valhalla is uit hetzelfde hout gesneden, maar weet hoofd- en zijmissies veel beter te balanceren. Het brute vechtsysteem en een aantal gloednieuwe zijactiviteiten geven de game bovendien een eigen Vikingsmoelwerk. Jammer genoeg heeft Valhalla technisch wat oneffenheden, maar dat is voor doorgewinterde Assassin’s Creed-fans (helaas) niks nieuws.''
XGN gaf de game 8,6/10 sterren en schreef: ''Ubisoft heeft met Valhalla een ongekend goede aftrap voor next-gen neergezet. De game draait zo soepel als een warm mes dat door boter glijdt en het is verbluffend hoe geweldig alles eruitziet. Toch is de game niet perfect, iets wat je vooral op de huidige consoles zult merken. Meer dan eens word je herinnerd dat het tijd is voor een nieuwe console zoals de Xbox Series X en de PS5. Toch kun je je, ongeacht het platform, klaarmaken voor een heus spektakel dat je met gemak door deze lockdown heen sleept.
Begin februari 2021 werd Ubisoft door fans bekritiseerd omdat ze volgens hen prioriteit gaven aan het gebruik van microtransacties boven gameplay-verbeteringen en bugfixes. Een Reddit-post kreeg grip met de observatie dat de in-game winkel van Valhalla momenteel negen exclusieve pantsersets verkocht, die na de lancering werden uitgebracht, hetzelfde aantal sets dat beschikbaar was in het basisspel.

### Prijzen
Assassin's Creed Valhalla werd genomineerd voor Innovation in Accessibility en Best Action/Adventure bij The Game Awards 2020, en voor Outstanding Video Game bij de GLAAD Media Award 2021. Het leverde ook zeven nominaties op voor de NAVGTR-awards, waaronder game of the year.

### Verkoop
Assassin's Creed: Valhalla verkocht meer exemplaren tijdens de eerste week van release dan enig ander Assassin's Creed-spel, en de pc-versie had ook de meest succesvolle lancering van alle pc-games gepubliceerd door Ubisoft. Op 17 november 2020 bevestigde Ubisoft dat de game meer dan 1,8 miljoen spelers had. De PlayStation 4-versie verkocht in de eerste week van de verkoop in Japan 45.055 fysieke exemplaren, waarmee het de op één na bestverkochte retailgame van de week in het land is. De PlayStation 5-versie was in dezelfde week de vijfentwintigste bestverkochte game in Japan, met 4.227 verkochte exemplaren.

## Rolverdeling
| Acteur                 | Rol                            |
| ---------------------- | ------------------------------ |
| Cecilie Stenspil       | Eivor (vrouwelijk), Rosta      |
| Magnus Bruun           | Eivor (mannelijk), Varin, Odin |
| Carlo Rota             | Basim, Loki                    |
| Gaia Weiss             | Fulke                          |
| Gudmundur Thorvaldsson | Sigrud, Tyr                    |
| Tom Lewis              | Aelfred the Great              |
| Allan Corduner         | Trygve                         |
| Andrew Shaver          | Stowe                          |
| Aron Már Ólafsson      | Erke, King Harald              |
| Björn Bengtsson        | Kjotve, Finnr                  |
| Boris Hiestand         | Rued, Fenrir, Gorm             |
| Chantel Riley          | Layla Hassan                   |
| Christian Svensson     | Ubba                           |
| Curtis Legault         | Rollo                          |
| Cody Bellinger         | Otta                           |
| Jeppe Beck Laursen     | Halfdan, Thor                  |
| Nolan North            | Desmond Miles                  |